# Czarny Staw (Puszcza Niepołomicka)
Czarny Staw – jezioro znajdujące się w  Puszczy Niepołomickiej, w Leśnictwie Gawłówek na terenie powiatu bocheńskiego. Jest największym zbiornikiem wodnym tego kompleksu leśnego.